# محمد شعبان (لاعب كرة قدم قطري)
محمد شعبان بركات (مواليد 1 سبتمبر 1993) هو لاعب كرة قدم قطري من أصول مصرية يلعب حالياً مع نادي لوسيل كلاعب وسط.
لعب سابقاً مع نادي السيلية و النادي العربي و نادي المرخية ونادي الخور ونادي الشمال ونادي الخريطيات ونادي البدع ونادي لوسيل.

## روابط خارجية
- محمد شعبان بركات على موقع قاعدة بيانات كرة القدم.إي يو (الإنجليزية)
- محمد شعبان بركات على موقع Soccerway.com (الإنجليزية)